# إيلا مكماهون
إيلا مكماهون (بالإنجليزية: Ella McMahon)‏ (من مواليد 1 أبريل 1994)، والمعروفة باسمها ايلا آير، هي مغنية وكاتبة اغاني انجليزية.

## روابط خارجية
- إيلا مكماهون على موقع IMDb (الإنجليزية)
- إيلا مكماهون على موقع ميوزك برينز (الإنجليزية)
- إيلا مكماهون على موقع أول ميوزيك (الإنجليزية)
- إيلا مكماهون على موقع ديسكوغز (الإنجليزية)
- إيلا مكماهون على موقع قاعدة بيانات الفيلم (الإنجليزية)